# Astroneer
Astroneer je raná verze vesmírné tematické videohry vyvinutá společností System Era.
První verze hry byla vydána 16. prosince 2016. Hráč má za úkol kolonizovat planety, vytvářet struktury a těžební zdroje. Astroneer nemá stanovený cíl ani děj. Od data vydání do července roku 2018 vydali vývojáři celkem 12 aktualizací, z niž je sedm s přidaným obsahem a pět udržovacích. Hra stále podléhá aktivnímu vývoji.

## Úvod hry
Rámec hry je umístěn do období 25. století, kde společnost Exo Dynamics vysílá kosmonauty, aby prozkoumali hranice vesmíru a riskovali svoje životy v drsných podmínkách pro šanci na to, že zbohatnou.

### Obsah hry
Ve hře Astroneer se hráč vydává jako kosmonaut prozkoumávat kouzlo procedurálně generovaných planet za pomocí přístroje, který umožní přidávat nebo ubírat hmotu, a tak překonávat překážky a nástrahy mimozemského života. Hra umožňuje prozkoumávat všelijaké jeskyně a nacházet různé suroviny. Při prozkoumávání okolí si hráč musí stále dávat pozor na to, aby měla postava ve skafandru dostatečnou zásobu kyslíku a energie. Pokud jí v obleku schází dýchatelná atmosféra, velmi rychle upadá do kómatu, ze kterého se již s vysokou pravděpodobností neprobere. Velmi důležitou součástí je také stavba základny, ve které hráč stráví většinu času. Po jejím rozšíření bude schopen zkoumat neznámé technologie, stavět dopravní prostředky, vyrábět vzduchové zásobníky a zpracovávat rudy, které nalezne hluboko pod povrchem planety. Po prvním spuštění hra umožňuje spuštění tutoriálu.

## Budoucnost hry
1. Terén 2.0 – přeměna aktuálního terénního systému. Umožňuje vylepšení výkonu, různorodé planety s biomy a bohatší distribucí zdrojů.
2. Dedikované servery – rozšíření možností multiplayeru Astroneer. Zahrnuje vyhrazené servery a trvalý profil hráče.
3. Nová úvodní planeta s aktualizovanou zkušeností s výukou.
4. Nové typy nebezpečí.
5. Přizpůsobení hráče – systém určený k tomu, aby hráči zvolili a změnili trvalý vzhled.
6. Agresivní Fauna / AI-řízené stvoření.
7. Proměnlivé počasí.

a další

## Počet hráčů ve stejný čas
Dolní lišta značí měsíce v roce 2018, horní počty hráčů hrajících hru Astroneer ve stejný čas.